# Nick Bravin
Eric Oliver Bravin, detto Nick (New York, 28 maggio 1971), è uno schermidore statunitense.

## Palmarès
In carriera ha conseguito i seguenti risultati:
- Giochi Panamericani:

L'Avana 1991: argento nel fioretto a squadre e bronzo individuale.
Mar del Plata 1995: argento nel fioretto a squadre e bronzo individuale.